# Gran Paro Estadounidense

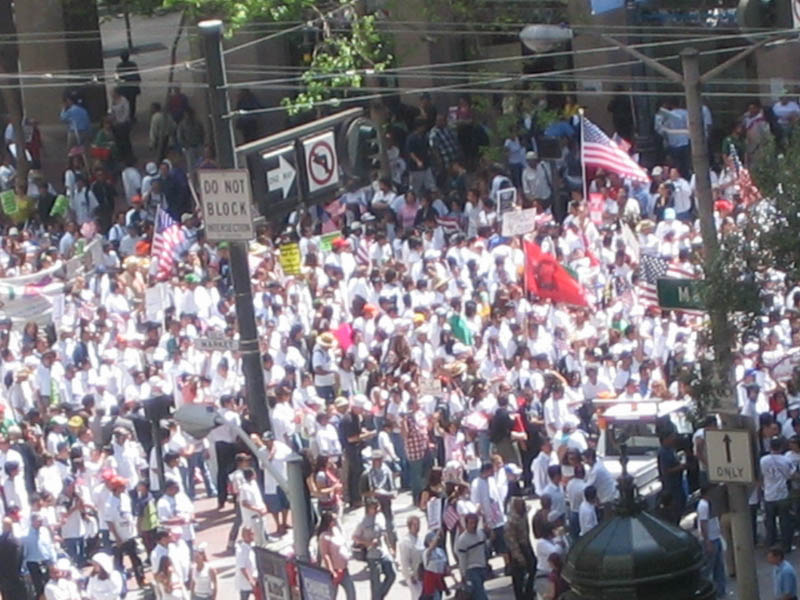
Activistas ondeando banderas en San Francisco

El Gran Paro Estadounidense fue un boicot y huelga laboral, convocado por inmigrantes indocumentados y realizado en los Estados Unidos de América el 1 de mayo del 2006. La fecha fue escogida para que coincidiera con el Día Internacional de los Trabajadores, una fecha que se celebra en la amplia mayoría de los países del mundo, pero que no se celebra en Estados Unidos por haber sido este país el responsable del ajusticiamiento de los obreros en recuerdo de los cuales se conmemora ese día.

## Inicio
Como continuación de las protestas por la Reforma migratoria de 2006, los organizadores invitaron a los seguidores a abstenerse de realizar algún tipo de compra o venta de productos, asistir a su trabajo o escuela, etc., esto para demostrar el impacto de la mano de obra inmigrante en la Economía de los Estados Unidos. Los organizadores también recorrieron grandes ciudades de los Estados Unidos para pedir amnistía y programas de legalización para los ciudadanos extranjeros residentes en los Estados Unidos ilegalmente. Por esta razón, este día también es conocido como "Un día sin inmigrantes", una referencia a una película del 2004 "A Day Without a Mexican".

## Apoyo popular
Algunas personas han estimado que cerca de 1 millón de trabajadores faltó a sus trabajos para apoyar la protesta. Un gran número de ausencias se reportó en Los Ángeles, Chicago, Houston, Dallas, San Francisco, San Diego, Phoenix, El Paso, Atlanta, Seattle, Portland, Miami, Orlando y en otras ciudades que cuentan con un gran número de inmigrantes entre su población. En Little Rock, se manifestaron unos 1,000 inmigrantes frente al capitolio, en su mayoría de origen hispano. La mayoría de los que participaron en las marchas llevaron consigo banderas estadounidenses, aunque también se pudieron apreciar banderas de México, países de América Central y Sudamérica. Las demostraciones fueron extremadamente pacíficas, aunque en California se reportaron ciertos incidentes de violencia cuando los manifestantes lanzaron botellas y piedras a los agentes de seguridad de ese estado. También se hicieron 2 arrestos en el Parque MacArthur de Los Ángeles.

## Resultados
Mientras que los efectos de la protesta en la economía aún no se han aclarado, algunos informes iniciales indicaron que, aunque no se logró el objetivo de paralizar los establecimientos en sus actividades regulares, el comercio se vio afectado significativamente en ciertas áreas. De acuerdo con la Corporación Los Angeles County Economic Development, el paro le costó a esta ciudad unos 52 millones de dólares, solo un 4.3 por ciento de los 1200 millones que se registran diariamente en un día normal de actividades. Este daño se registró mayormente en las comunidades latinas, donde la mayoría de inmigrantes vive.
Las emisoras de televisión mexicanas informaron de que aproximadamente el impacto económico de la protesta, se sitúa entre los 5 y 6 mil millones de dólares.
Actualmente, el peso demográfico de los latinos, se sitúa en la primera minoría y en la de mayor incremento; datos preliminares de la Oficina del Censo de Estados Unidos registran 42.7 millones de hispanos.
El flujo de indocumentados continúa, y ahora el sector más vulnerable es el de los niños debido a las restricciones impuestas por el gobierno federal.
El día 15 de mayo de 2006, el presidente George W. Bush ordenó que cerca de 6,000 soldados de la Guardia Nacional de los Estados Unidos refuercen la vigilancia en la frontera con México.
El grupo ANSWER (Act Now Against War and End Racism), creado por el International Action Center (IAC) de Ramsey Clark, ha apoyado a la huelga. Con la fecha elegida del 1.er de mayo (festejado en casi todo el mundo pero no en los EE. UU.), eso dio lugar a acusaciones de parte de CNN (Lou Dobbs quien pretendió que los radicales de izquierda habían tomado "control" del movimiento  - sic) como cual las demostraciones eran "socialistas".